# Wugigarra idi
Wugigarra idi là một loài nhện trong họ Pholcidae. Loài này được phát hiện ở Queensland.